# Herzog (priimek)
Herzog je priimek v Sloveniji, ki ga je po podatkih Statističnega urada Republike Slovenije na dan 1. januarja 2010 uporabljalo 54 oseb.  

## Znani slovenski nosilci priimka
- Amadej Herzog, harmonikar
- Blagajana Herzog Velikonja, biologinja
- Ferdo Herzog, dirigent? med 2.sv.vojno v Ljubljani
- Jerneja Herzog (*1982), likovna pedagoginja in univerzitetna profesorica
- Miran Herzog (1928—2001), gledališki režiser
- Lojze Herzog (1894—1970), operni dirigent in skladatelj
- Mojca Herzog, arhitektka

## Znani tuji nosilci priimka
- Chaim Herzog (1918—1997), izraelski politik, predsednik Izraela
- Jacques Herzog (*1950), švicarski arhitekt
- Johann Jakob Herzog (1805—1882), nemški protestantski teolog
- Maurice Herzog (1919—2012), francoski alpinist
- Roman Herzog (1934—2017), nemški pravnik, politik, zvezni predsednik
- Werner Herzog (*1942), nemški režiser
- Wilhelm Herzog (1884—1960), avstrijski književnik, dramatik, literarni in kulturni zgodovinar